# Runavík
Runavík (IPA: [ˈɹuːnavʊik], danska: Runevig) är ett samhälle på Färöarna, belägen långt söderut på ön Eysturoy och är en av en tio kilometer lång rad med byar längs östkusten av Skálafjørður. Runavík är centralort i kommunen Runavíks kommun, som omfattar större delen av dessa byar. Runavík är ett viktigt centrum för fiskeri och knutpunkt för flera viktiga tjänster. Vid folkräkningen 2015 hade Runavík 525 invånare.

## Historia
Runavík är den yngsta av byarna längs Skálafjørður och grundades av nybyggaren Hans Tausen 1916, men fick inte namnet Runavík förrän 1938.

## Befolkningsutveckling
| Befolkningsutvecklingen i Runavík 1985–2015 | Befolkningsutvecklingen i Runavík 1985–2015 | Befolkningsutvecklingen i Runavík 1985–2015 | Befolkningsutvecklingen i Runavík 1985–2015 | Befolkningsutvecklingen i Runavík 1985–2015 |
| ------------------------------------------- | ------------------------------------------- | ------------------------------------------- | ------------------------------------------- | ------------------------------------------- |
|                                             |                                             |                                             |                                             |                                             |
| År                                          |                                             |                                             | Folkmängd                                   |                                             |
| 1985                                        | 1985                                        |                                             | 393                                         |                                             |
| 1990                                        | 1990                                        |                                             | 445                                         |                                             |
| 1995                                        | 1995                                        |                                             | 440                                         |                                             |
| 2000                                        | 2000                                        |                                             | 457                                         |                                             |
| 2005                                        | 2005                                        |                                             | 475                                         |                                             |
| 2010                                        | 2010                                        |                                             | 488                                         |                                             |
| 2015                                        | 2015                                        |                                             | 534                                         |                                             |
|                                             |                                             |                                             |                                             |                                             |

## Samhälle
Runavík har en viktig hamn för fiske, med tillhörande fiskemottagning och laxexport. Det finns också små fabriker, företag och byggfirmor. I Runavík finns också ett turistkontor, två hotell, fyra restauranger och en campingplats som är öppen året runt. Förutom fiske jobbar många inom servicenäringen, och många dagspendlar till närliggande orter för att arbeta.
Bron över Sundini gör det också möjligt att arbetspendla till och från Streymoy, och härifrån finns också en undervattenstunnel till ön Borðoy. Det byggs en ny tunnel, Skálafjarðartunnilin, som går från Streymoy direkt till Skálafjørður, och då denna färdigställs kommer Runavíks centrala funktion bli än mer påtaglig. Runavík är dessutom klassat att vara Färöarnas centrum för den färöiska oljeutvinningen.
I Runavík finns Eysturoys sjuk- och äldreboende (Eysturoyar røktar- og ellisheim) som drivs i samarbete med de andra kommunerna på Eysturoy. Skolan, Runavíkar skúli, byggdes för 190 elever 1976 och har åtta klassrum samt en del övriga rum.

## Kultur
På grund av sin relativt unga ålder har Runavík inte lika många lokala traditioner som många andra färöiska byar. Den gamla historiska slupen "Høganæs" står uppställd i hamnen, och här hålls tidvis kvällunderhållning med folkmusik. Eystanstevna arrangeras årligen, vartannat år i Runavík och Strendur.
Med sina 600 medlemmar är NSÍ Runavík ett av Färöarnas största idrottslag. Klubben grundades först med inriktning på handboll 1957 men efter flera klubbdelningar har klubben idag endast kvar fotbollslaget.

### Fotnoter
1. 1 2  Hagstova.fo
2. ↑  ”Hagstova.fo”. Arkiverad från originalet den 24 september 2015. https://web.archive.org/web/20150924024857/http://www.hagstova.fo/fo/hagtalsgrunnur/ibugvar-og-val/folkatal. Läst 29 november 2015.
3. ↑  ”Atlantic Supply Base”. Runavíks kommun. Arkiverad från originalet den 20 juli 2011. https://web.archive.org/web/20110720202139/http://www.runavik.fo/index.asp?pID=%7BA5F70C5F-6714-4DCC-86D5-B74B36CD9D4A%7D. Läst 5 januari 2011.